# Nels Cline
Nels Courtney Cline (Los Angeles, 4 gennaio 1956) è un musicista statunitense.
Si mise in luce in ambito jazz e sperimentale negli anni '80, spesso in collaborazione con suo fratello gemello Alex, batterista. Successivamente, Nels ha lavorato nell'ambiente dell'Alternative rock, trovando nei Wilco di Jeff Tweedy la consacrazione.
Cline è stato nominato 82° miglior chitarrista di tutti i tempi dalla rivista Rolling Stone.

## Carriera
I primi approcci alla chitarra risalgono a quando Nels era dodicenne; insieme al gemello, crebbe musicalmente fino a formare il suo primo complesso, chiamato Homogenized Goo.
L'improvvisazione e le diversità di generi sono due delle tante qualità che hanno portato Nels Cline a partecipare a oltre 150 album, tra cui tutti quelli dei Wilco dal 2005 in poi. Il suo lavoro è stato premiato con la nomina da parte di Rolling Stone nella classifica "Top 20 New Guitar Gods", con il soprannome di "The Avant Romantic".